# 발레이
발레이(러시아어: Балей)는 자바이칼 지방 발레이스키 군의 중심지이다. 인구는 1만8,300명(2001년)이다. 운다 강이 흐르고, 치타에서 350km 지점에 위치해 있다.